# Phalaenopsis braceana
Phalaenopsis braceana là một loài lan có mặt từ the eastern Himalaya to Trung Quốc (Vân Nam).